# Podróż apostolska Franciszka do Kolumbii
Podróż apostolska papieża Franciszka do Kolumbii odbyła się w dniach 6−11 września 2017. Pielgrzymka przebiegała pod hasłem Demos el primer paso (Uczyńmy pierwszy krok!), nawiązującym do procesu pokojowego w Kolumbii, który zakończył trwająca ponad 50 lat wojnę domową.

## Program pielgrzymki
- 6 września

O 11:13 rzymskiego czasu Papież wyleciał samolotem z rzymskiego lotniska Fiumicino do Bogoty. O 16:03 kolumbijskiego czasu samolot z Papieżem wylądował na lotnisku w Bogocie, gdzie odbyła się ceremonia powitalna.
- 7 września

O 9:00 w Bogocie Papież spotkał się w Plaza de Armas Casa de Nariño z władzami Kolumbii; pół godziny później spotkał się z prezydentem Kolumbii Juanem Manuelem Santosem. O 10:20 Papież odwiedził główną katedrę w Kolumbii. Pół godziny później z pałacu kardynalskiego Papież udzielił błogosławieństwa zebranym przed pałacem Kolumbijczykom. O 11:00 Papież spotkał się z kardynałami Kolumbii w Pałacu Kardynalskim. O 15:00 w Nuncjaturze Apostolskiej Kolumbii Papież spotkał się z zarządem CELAM. O 16:30 Papież odprawił mszę w parku im. Simóna Bolívara.
- 8 września

O 7:50 Papież wyleciał samolotem z Bogoty do Villavicencio; przybył do Villavicencio o 8:30. O 9:30 odprawił mszę w Catamie, gdzie dokonał  beatyfikacji dwóch kolumbijskich męczenników: Pedro Marii Ramireza Ramosa i Jesusa Emilio Jaramillo Monsalve. O 15:40 Papież wziął udział w zgromadzeniu modlitewnym o pojednanie narodowe w Kolumbii. O 17:20 w tym samym celu wziął udział w Parque de los Fundadores w tzw. Krzyżu Pojednania. O 18:00 Papież poleciał samolotem do Bogoty na nocleg.
- 9 września

O 8:20 Papież poleciał samolotem do Rionegro. Po wylądowaniu w Rionegro helikopter przetransportował go do Medellín. O 10:15 na lotnisku w Medellín Papież odprawił mszę. O 16:00 Papież na Indoor Stadium La Macarena spotkał się z księżmi, zakonnikami, seminarzystami i ich rodzinami. O 17:30 powrócił samolotem do Bogoty.
- 10 września

O 8:30 Papież poleciał samolotem do Cartageny. O 10:30 Papież poświęcił kamień węgielny pod budowę domów dla bezdomnych i Opery im. Talitha Kum na placu Świętego Franciszka z Asyżu. O 12:00 przed kościołem św. Piotra Claviera Papież odmówił z wiernymi modlitwę Anioł Pański; O 12.15 zwiedził powyższe sanktuarium. O 15:45 poleciał helikopterem do Contecar, gdzie o 16:30 odprawił mszę świętą. O 18:30 Papież poleciał helikopterem do Cartageny; gdzie odbędzie się ceremonia pożegnalna; o 19:00 kolumbijskiego czasu Papież odleciał samolotem do Rzymu.
- 11 września

O 12:40 samolot z Papieżem wylądował na lotnisku w Rzymie.